# What Becomes of the Brokenhearted

What Becomes of the Brokenhearted (« qu'advient-il des cœurs brisés ») est une chanson interprétée par Jimmy Ruffin. Elle est écrite par William Weatherspoon, Paul Riser (en) et James Dean (en) et est publiée par Motown en 1966. C'est le plus grand succès de Ruffin et son seul titre à figurer dans le top 10 du Billboard Hot 100.
La chanson, qui était initialement prévue pour les Spinners, a pour thème la difficulté à se remettre d'une séparation.